# قائمة سوزان بي أنتوني

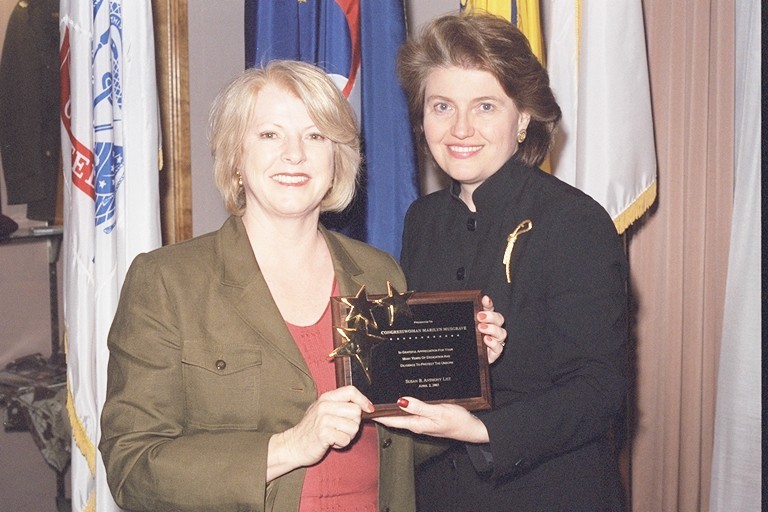
عضوة الكونغرس مارلين موسغريف تتسلم جائزة سوزان بي أنتوني المؤيدة للحياة من جين أبراهام

قائمة سوزان بي أنتوني (قائمة إس بي إيه) هي منظمة 501 (سي) (4) غير ربحية تسعى للحد من الإجهاض وإنهائه أخيرًا في الولايات المتحدة. من خلال دعم السياسيين المناهضين للإجهاض، وخاصة النساء، من خلال صندوق مرشحي قائمة إس بي إيه للجنة العمل السياسي.
تأسست في عام 1993 من قبل عالمة الاجتماع والأخصائية النفسية راشيل ماكنير، كانت قائمة إس بي إيه بمثابة استجابة لنجاح مجموعة حقوق إجهاض قائمة إميلي، والتي كانت مسؤولة جزئيًا عن تحقيق «عام المرأة» في عام 1992، والذي شارك فيه عدد كبير من النساء اللواتي فضلن حقوق الإجهاض وانتُخبن للكونغرس. كانت ماكنير ترغب في مساعدة النساء المناهضات للإجهاض في الحصول على مناصب عامة عالية، وعينت مارجوري دانينفيلسر وجين أبراهام كأول قادة ذوي خبرة في قائمة إس بي إيه. دانينفيلسر هي الآن رئيسة المنظمة وأبراهام هي رئيسة مجلس الإدارة. سميت على اسم سوزان بي أنتوني، تعرف قائمة إس بي إيه نفسها مع أنتوني والعديد من نشطاء حقوق المرأة في القرن التاسع عشر. تناقش قائمة إس بي إيه أنأنتوني وغيرها من النسويات الأوائل عارضن الإجهاض، وهي وجهة نظر تحداها العلماء ونشطاء حقوق الإجهاض.

## التأسيس
تشكلت قائمة إس بي إيه في مارس 1992 عندما شاهدت راشيل ماكنير، رئيسة منظمة النسويات من أجل الحياة، فيلمًا وثائقيًا تلفزيونيًا مدته 60 دقيقة يوضح ملامح وريثة آي بي إم إيلين مالكولم وأنشطة تمويل الحملات الناجحة لمجموعة قائمة إميلي لحقوق الإجهاض الديموقراطية. كان الدافع وراء ماكنير، وهي ناشطة سلام ومناهضة للإجهاض من الكويكرز، هو تنظيم قائمة سوزان بي أنتوني لغرض مواجهة قائمة إميلي من خلال توفير أموال الحملة المبكرة للمرشحات المناهضات للإجهاض. بقيادة إف إف إل وماكنير شكلت 15 مجموعة مناهضة للإجهاض منظمة جامعة، التحالف النسائي الوطني من أجل الحياة (إن دابليو سي إل)، التي تبنت بيانًا مشتركًا مناهضًا للإجهاض في 3 أبريل 1992.
مستوحاة أيضًا من قائمة إميلي، في عام 1992، شُكلت قائمة ويش لتعزيز المرشحين الجمهوريين الذين يفضلون حقوق الإجهاض. في نوفمبر 1992، بعد أن فاز العديد من المرشحين الذين فضلوا حقوق الإجهاض بسباقاتهم لخلق ما أطلق عليه «عام المرأة»، أعلنت ماكنير عن تشكيل قائمة إس بي إيه، واصفة الغرض منها بتأييد ودعم النساء اللاتي حملن أفكار ضد معتقدات الإجهاض بغض النظر عن الانتماء الحزبي. صممت ماكنير على تحدي فكرة قائمة إميلي وقائمة ويش بأن السياسيات البارزات يدعمن بشكل أساسي حقوق الإجهاض. وقالت إن قائمة إس بي إيه لن تدعم المرشحين السياسيين اليمينيين. «نريد سجلات جيدة بشأن حقوق المرأة – بعيدًا ع فيليس شلافلي». دعم إن دابليو سي إل قائمة إس بي إيه بنحو 2,485 دولار لإنشاء لجنة العمل السياسي (بّي إيه سي) في 4 فبراير 1993 شغلت ماكنير السكرتيرة الأولى، وعملت مجموعة من مكتب ماكنير داخل مركز أزمات الحمل في شارع إيست 74 في مدينة كانساس سيتي بولاية ميسوري. أقيم أول حدث عام لقائمة إس بي إيه في نفس الشهر في مقر حزب المرأة الوطني بواشنطن العاصمة. وحقق حدث «البداية» الذي نظمته عضو مجلس الإدارة المؤسسة سوزان جيبس «أكثر من 9000 دولار».